# Lettopalena
Lettopalena är en ort och kommun i provinsen Chieti i regionen Abruzzo i Italien. Kommunen hade 336 invånare (2018).